# 赫連勃勃
赫連 勃勃（かくれん ぼつぼつ、音訛して赫連仏仏とも）は、五胡十六国時代の夏（大夏・北夏・胡夏）の創建者。匈奴の出身で、劉衛辰の3男である。当初は劉勃勃と名乗り、没後は世祖武烈皇帝と諡された。後世の北魏の太武帝が彼を卑しめたため、『魏書』では赫連屈丐（屈孑）という表記が用いられている。
赫連勃勃は『宋書』索虜伝で「驍猛にして謀算有り、遠近雑種は皆これに附く」と言われるほどの有力な人物であり、天下統一を志した英傑と評されるが、反面残忍な行動が目立ったと歴史学者の谷川道雄は評している。後秦から独立して夏の政権を建て、騎馬攻撃により後秦の国力を疲弊させることで滅亡に追い込んだ。その後は東晋の劉裕や北魏と対立した。晩年は皇位を巡って子の赫連璝・赫連倫・赫連昌らが争った。

## 生涯

### 幼年
後漢末の南匈奴の右賢王去卑の後裔で、現在の山西省北部とオルドスの間で遊牧をしていた匈奴鉄弗部の出身であり、攣鞮部（前趙）・独孤部・破六韓部と同族である。なお、鉄弗とは匈奴の父と鮮卑の母をもつ意であるという。
赫連勃勃は父の劉衛辰がオルドスの代来城（現在の内モンゴル自治区オルドス市東勝区）に割拠し、前秦の西単于であった381年に劉勃勃として生まれた。母は苻氏。建元19年（383年）に前秦が淝水で敗れると劉衛辰は勢力を伸ばし、後秦からは大将軍・大単于・河西王・幽州牧を拝し、西燕からは大将軍・朔州牧を拝して懐柔を受け、3万8千の兵力で朔方での独立を目指した。390年-391年（建初4-5年）、劉衛辰は子の劉直力鞮（勃勃の兄）に北魏の拓跋珪（後の道武帝）を攻めさせたが、撃退されて黄河を渡った所で代来城を占拠された。劉衛辰と劉直力鞮は奔って逃れたが、劉衛辰は部下に裏切られて殺害され、劉直力鞮は北魏に捕らえられた。拓跋珪は劉衛辰の領地を手に入れ、部族を殺した。これにより鉄弗部は潰滅した。
一方、勃勃は三城郡の鮮卑叱干部へ逃れたが、北魏と対立することを恐れた太悉伏に受け入れを断られた。そこで、後秦の藩鎮である高平の鮮卑破多蘭部の没弈干の下へ送り、勃勃はその娘を娶って没弈干と義父子関係になった。ちなみに393年、太悉伏は拓跋珪に勃勃を差し出さなかったため、北魏に攻められて後秦に降った。402年、北魏の中山王拓跋遵が高平を攻撃して部落離散し、没弈干は勃勃と共に後秦に降って逃れた。なお、後に後秦が高平を奪って没弈干に返している。

### 姚興の部将
後秦の皇帝の姚興は勃勃の容姿や才に心酔して驍騎将軍・奉車都尉・安遠将軍・陽川侯に封ぜた。また安北将軍に昇り、五原公に改封され、三交五部の鮮卑及び雑虜二万余落を統括して朔方郡に鎮した。当初、姚邕は勃勃を信任することを警戒して反対していたので姚興も遠慮していたが、やがては北魏に備えるためにも勃勃を封じた。なお、姚興から天興2年（399年）に勃勃の弟の劉文陳は北魏へ降り、宿六斤氏を賜っている。
407年、敗北を重ねていた姚興は北魏と和平を結んだが、北魏に父（劉衛辰）を殺されている勃勃はこれに怒って造反した。勃勃は後秦に八千頭の馬を献じに来た柔然の丘豆伐可汗の使者を襲って拘束し、高平の没弈干を殺してその部衆を併せ、衆が数万に至ると同年6月、夏后の子孫を名乗り、大夏天王・大単于と称して国号を大夏に定め、龍昇と建元した。

### 夏成立後
この時、勃勃が建てた夏の支配領域はオルドスと高平付近である。北魏や南涼などの強国とも隣接していたが、特に後秦からの攻撃を避けるために、勃勃は本拠地を定めずに騎馬での遊撃を主な活動としていた。領土の拡大には南方の農耕地帯（隴東・隴西・関中など）を求めたため、特に後秦を騎馬で襲ってその国力を疲弊させた。
- 407年、勃勃は南涼の禿髪傉檀の娘に求婚したが、禿髪傉檀は断った。怒った勃勃は南涼を掠奪しながら攻撃し、その際に一旦退却して禿髪傉檀に追撃させておびき寄せてから陽武下峡に閉じ込めて大破した（陽武の戦い）。南涼の被害は酷く、名臣や勇将の死者は6・7割あったという[10]。
- 408年、後秦の姚興が将の斉難を遣わして勃勃を攻撃させた。ここでも一旦恐れたと見せかけて退却してから逆撃し、斉難を捕らえた（青石原の戦い）。この戦いでオルドスを手に入れた。
- 409年、勃勃が度々辺境を侵して掠奪するので姚興は親征したが、大敗した。その後も盛んに南下して後秦を攻めたが、オルドス南境にある杏城・安定を陥せず417年まで膠着状態が続いた。この時、後秦の鎮北将軍の王買徳が勃勃に降った。
- 412年、西秦と盟を結んでいたにもかかわらず、乞伏乾帰がクーデターによって殺されたことに乗じて攻め込もうと考えたが、王買徳に反対された。

### 統万城の建設と改姓
鳳翔元年（413年）、勃勃は胡漢合わせて10万人を動員してオルドスの地（現在の陝西省楡林市靖辺県）に都統万城を築いた。その位置はオルドスの中心地であり、隴東や関中への進出に便利であった。統万の名は天下を統一し万邦を臨むという勃勃の言が元である。この都の建設は将の叱干阿利に命じた。叱干阿利は残虐な性格（錐を打って一寸以上壁に食い込めばその部分を築いた者を即座に殺して壁に埋めた）であったが、勃勃は叱干阿利を信任した。
また、勃勃は自身の姓を劉から赫連に改めた。理由は、匈奴の劉姓が漢の高祖劉邦が娘を冒頓単于に与えたことから由来しているため母方の姓であり、父方の姓を受け継ぐ慣習に倣ったものではないと考えたためである。勃勃は「赫天に連なる」という意味で赫連と改姓し、同族の劉姓は「鉄のように強く伐（う）つ」という意味の鉄伐姓に改めさせた。414年、梁氏を天王后に立て、赫連璝を太子に立て、子を諸公に封じた。
- 414年、北燕の馮跋と盟を結んだ。
- 415年、北涼の沮渠蒙遜と盟を結んだ。
- 416年9月、東晋の劉裕が後秦に北伐した。この機に勃勃は滅亡寸前の後秦から西方を切り取り、安定を手中にして東晋との敵対に備えた。翌年劉裕が長安（常安）を占領し、後秦を滅ぼした。
- 417年冬、劉裕が子の劉義真に任せて長安を去ると、勃勃は王買徳の献策で赫連璝と王買徳を遣わして2万の軍で長安を南伐させた。劉義真は沈田子に逆戦を挑ませたが赫連璝に敗れ退いた。8月、勃勃が咸陽に拠ると、劉裕は恐れて劉義真を洛陽に鎮させた。劉裕が救援に向かわせた朱齢石と合流するために長安を去って南下した劉義真の軍も赫連璝に撃破された。勃勃はその死体の骸骨を積み上げて戦勝記念碑を作った際に（一般的で婉曲な「京観」という呼称で済ませず、敢えて）「髑髏台」と名付けたという。

長安入りを果たした勃勃は統万城に北地尹を置いて都と定め、長安には南台を置いて南都とし、翌419年に真興と改元した。この真興元年をもって勃勃は皇帝を名乗った。太子の赫連璝を大将軍・雍州牧・録南台尚書事に任命して長安に鎮させた。

### 晩年
夏の大臣は長安への遷都を請うたが、勃勃は北魏に備えるため都を統万城に留めた。424年、勃勃は長安で駐屯した太子の長男の赫連璝を廃嫡し、四男の酒泉公の赫連倫を太子に立てた。廃嫡された赫連璝は父に反撥して長安で挙兵し、衆7万で統万城へ攻め上り、3万で抗戦した異母弟の赫連倫を高平で敗死させたが、同じく異母弟の太原公赫連昌（武烈帝の三男）が騎兵1万で赫連璝を襲い殺し、衆8万5千を率いて統万に帰った。勃勃は大喜びで赫連昌を太子とした。真興7年（425年）夏に永安殿において45歳で病死、嘉平陵（現在の陝西省楡林市靖辺県紅墩界鎮）に葬られた。落雷が死因であるとも伝えられる。

## 治世
赫連勃勃は、「天下を統一し万邦を臨む」という統万城の命名理由や、統万城の城門に朝宋門（南朝宋に朝貢させ）、招魏門（北魏を従え）、服涼門（北涼を服属させ）、平朔門（柔然を平定する）という命名にも見られるように、非漢人として中国に君臨するという意識を持っていた（ただし、実現したのは北涼を一時的に服属させたことのみである）。長安を平定するまで遊牧や半農半牧地区で活動し、五胡十六国時代でも随一漢化していない政権を建て、征服王朝的意識を持ち続けた。業績としては、史上二番目に年号を記した貨幣「太夏真興」の鋳造や、城郭建築法などが挙げられる。勃勃が築いた統万城の城壁は五代十国時代に至っても影響を及ぼした。

### 逸話
赫連勃勃の性格は凶暴残忍で殺戮を好んだといわれ、仏教説話にも勃勃が関中を占領した際、仏僧を大量に虐殺したと記している。一方で、騎馬民族からは慕われたという。
唐代に西晋・東晋について編纂された『晋書』の巻130の「赫連勃勃載記」にはその残虐な逸話が記されている。以下はその例である。
- 419年2月、勃勃は隠士の韋祖思を国士として長安に召し出したが、韋祖思は勃勃を前に恐惧して過度な礼を取った。勃勃は韋祖思が姚興には礼を取らなかったが自分には拝したことを、自分を帝王として認めなかったものと解釈して憤怒し、韋祖思を殺した。
- 城上に居る時は常に弓と剣を側に置き、気に障ることがあればその者を殺した。群臣に真正面から自分を見る者がいればその目を壊し、笑う者がいればその唇を裂き、諫言をする者がいれば誹謗であると言ってその舌を切り落とし、それから斬り殺したという。

ただし、『晋書』は「其の採択するところ、正典を忽（ゆるがせ）にして小説を取る」（晋書の記載は、歴史書に基づかず、民間のゴシップを優先している）「是れ直ちに稗官の体にして、安んぞ目して「史伝」というべけんや」（こんな本は歴史小説の類でしかなく、歴史書の中にいれるべきではないのだ）と『四庫全書総目提要』晋書条で酷評されており、上記の話が史実かどうかは良くわからない。

## 宗室

### 祖先
- 高祖父：劉訓兜（誥升爰） - 元皇帝と追尊
- 曽祖父：劉虎 - 景皇帝と追尊
- 祖父：劉務桓（豹子） - 宣皇帝と追尊

### 父母
- 父：劉衛辰 - 桓皇帝と追尊
- 母：苻氏 - 桓文皇后と追尊

### 后妃
- 破多羅夫人 - 没弈干の娘
- 梁氏 - 天王后

### 子女
- 赫連璝 - 太子
- 赫連延（陽平公）
- 赫連昌（太原公） - 後の太子と皇帝
- 赫連倫（酒泉公）
- 赫連定（平原公） - 後の平原王と皇帝
- 赫連満（河南公） - 427年に北魏に殺される
- 赫連安（中山公）
- 赫連助興
- 赫連謂以代
- 赫連社干（上谷公）
- 赫連度洛孤（広陽公）
- 赫連烏視抜（丹陽公）
- 赫連禿骨（武陵公）
- 赫連那勿黎（七兵尚書）
- 北魏の太武皇后
- 太武皇后の妹、北魏の太武帝の妃
- 拓跋素の妻